# 軽部征夫
軽部 征夫（かるべ いさお、1942年1月27日 - 2020年2月8日）は、日本の生物工学者。東京大学名誉教授。元東京工科大学学長。工学博士（1972年）。専門分野は、プロセス工学・人間医工学・ナノ･マイクロ科学。バイオニクス研究の第一人者。　

## 人物・経歴
東京都出身。立川市に住んでいたが周辺に外国人が多かったことなどから、海外への憧れを持っていた。やがて船の乗組員を目指し、東京水産大学への入学を果たす。しかし、大学の実習で乗船したところ船酔いのひどいことが発覚し、船乗りになるのを諦める。
その後、研究室で酵素の活性に及ぼすガンマ線の研究を行っていた所これに熱中し、大学院への進学を決意。そして東京工業大学大学院に入学するが、当時の指導教授の助言もあり、バイオセンサー研究の道に進んだ。大学院修了を前に、指導教授よりイリノイ大学研究員への推薦もあり、同大学の研究員となり基礎医学の研究に熱中する。軽部は当時この研究に夢中で、アメリカ永住も考えたという。
ところが、人材不足から日本へ帰国するようにとの催促があり帰国する。帰国した軽部はバイオエレクトロニクスの研究を続けるが、当時未開拓に近い研究分野でもあり、軽部の研究室は世界でもトップグループに数えられていた。
やがて、慶應義塾大学からの打診で同大学へ赴任予定であったが、当時東京工科大学の学長であった相磯秀夫らから、研究者を自由に数十名集め好きな研究をして欲しいとの提示があり、同大学へ行くことを決意したと語っている。
同大学で教鞭を執る傍ら研究も行っていたが、2008年に同大学学長となり、大学改革等の大学経営の方面においても手腕を発揮していた。
2020年2月8日午前、東京都内の病院で死去、78歳没。

## 略歴
- 1966年 東京水産大学水産学部製造科卒業
- 1972年 東京工業大学大学院理工学研究科博士課程修了。工学博士。イリノイ大学食品科学科博士研究員
- 1974年 東京工業大学資源化学研究所助手
- 1980年 東京工業大学資源化学研究所助教授
- 1985年 東京工業大学資源化学研究所教授
- 1988年 東京大学先端科学技術研究センター教授
- 1999年 東京大学国際・産学共同研究センター長
- 2001年 東京大学国際・産学共同研究センター教授。先端科学技術研究センター教授
- 2002年 東京工科大学片柳研究所教授。産業技術総合研究所先端バイオエレクトロニクス研究ラボ長。片柳学園理事
- 2003年 東京工科大学バイオニクス学部学部長、同教授。産業技術総合研究所バイオニクス研究センターセンター長
- 2005年 東京工科大学副学長
- 2008年 東京工科大学学長
- 2009年 産業技術総合研究所連携研究体バイオ技術産業化センター連携研究体長

## 受賞歴等
- 1986年 日本化学会学術賞
- 1990年 市村学術貢献賞
- 1993年 シレー市名誉市民
- 1994年 ルンド大学学名誉工学博士号、発明研究功労賞（東京都）、教育功労章（フランス）
- 1995年 全国発明賞（発明協会）
- 1996年 竹田科学賞
- 2002年 バイオセンサー国際賞
- 2003年 文部科学大臣賞（研究功績者）[3]
- 2015年 知財功労賞[4]

## 叙位・叙勲
- 2020年 瑞宝中綬章、従四位[5]

## 著書
バイオテクノロジー関係を中心に多数の著書を執筆した。

### 単著
- 『ヒト・ゲノムの暗号を読む―人が人になる遺伝子の不思議』、河出書房新社<KAWADE夢新書>、1998年2月、ISBN 978-4309501444
- 『クローンは悪魔の科学か―食糧・医薬・生命力 人類を救うバイオの先端科学』、祥伝社、1998年4月、ISBN 978-4396610715
- 『愛を成功させる法』、朝日出版社<革命科学シリーズ>、1999年1月、ISBN 978-4255990026
- 『知的生産 考える技術 私の方法―頭の使い方が図解でわかる!』、三笠書房、2001年3月、ISBN 978-4837918820
- 『知らないと損する先端技術の大常識』、日刊工業新聞社<Ｂ＆Ｔブックス>、2001年7月、ISBN 978-4526047657
- 『トコトンやさしいバイオニクスの本』、日刊工業新聞社<今日からモノ知りシリーズ>、2001年11月、ISBN 978-4526048456
- 『トコトンやさしい生命工学の本』、日刊工業新聞社<今日からモノ知りシリーズ>、2003年12月、ISBN 978-4526052194
- 『バイオニクス学のすすめ』、丸善、2004年7月、ISBN 978-4621074381
- 『バイオテクノロジー―その社会へのインパクト』、放送大学教育振興会<放送大学教材>、2004年11月、ISBN 978-4595543845
- 『バイオニクス学事典』、丸善、2005年2月、ISBN 978-4621075272
- 『バイオテクノロジーと社会』、放送大学教育振興会<放送大学教材>、2005年3月、ISBN 978-4595305276

ほか多数。

### 共著
- 『伝える力―各界トップランナーが講師をつとめる自己表現の教室』、すばる舎、2004年1月、ISBN 978-4883993192

ほか多数。

### 訳書
- 『数の魔法使い―暮らしの中の“数学”マジック』、三笠書房<王様文庫>、2000年1月、ISBN 978-4837960027

## 出演

### テレビ
- サイエンスミステリー それは運命か奇跡か!?〜DNAが解き明かす人間の真実と愛〜（フジテレビ系、年1回）